# Joe English
Joe English (n. 7 februarie 1949) este un muzician american care, în anii '70, a cântat la baterie în trupa lui Paul McCartney, Wings, și în formația de southern rock/jazz Sea Level, printre altele.

## Discografie
Cu Paul McCartney & Wings
- Venus and Mars (1975)
- Wings at the Speed of Sound (1976)
- Wings over America (1976)
- London Town (1978)

Cu  Kingfish
- Trident (1978)

Cu Sea Level
- On the Edge (1978)
- Long Walk on a Short Pier (1979)
- Ballroom (1980)

Cu formația Joe English
- Lights in the World (1980)
- Held Accountable (1982)
- Press On (1983)
- Live (1984)
- What You Need (1985)
- The Best Is Yet to Come (1985)
- Back to Basics: English 101 (1988)
- Lights in the World / Held Accountable (1991)